# ADCC Submission Fighting World Championships 2015
XI Mistrzostwa Świata ADCC – jedenasta edycja największego turnieju submission fightingu na świecie, która odbyła się w dniach 29-30 sierpnia 2015 roku w São Paulo, w hali Ginásio Mauro Pinheiro.

## Wyniki

### Mężczyźni
| Kategoria:  | Złoto:                   | Srebro:            | Brąz:                  |
| 66 kg       | Rubens Charles Maciel    | Bruno Frazzato     | Augusto Mendes         |
| 77 kg       | Davi Ramos               | Lucas Lepri        | Gilbert Burns          |
| 88 kg       | Yuri Simoes              | Keenan Cornelius   | Rustam Czsijew         |
| 99 kg       | Rodolfo Vieira           | Felipe Pena        | João Assis             |
| ponad 99 kg | Orlando Sanchez          | Jared Dopp         | Vinícius de Magalhães  |
| Absolutna   | Cláudio Calasans (88 kg) | João Gabriel Rocha | Rodolfo Vieira (99 kg) |

### Kobiety
| Kategoria:  | Złoto:             | Srebro:                   | Brąz:            |
| 60 kg       | Mackenzie Dern     | Michelle Nicolini         | Tammi Musumeci   |
| ponad 60 kg | Ana Laura Cordeiro | Jéssica Da Silva Oliveira | Gabrielle Garcia |

### "Super walki"
- André Galvão vs  Roberto Abreu – zwycięstwo Galvão na punkty (6-0)